# Helen Gray
Helen Jewel Gray (ur. 19 października 1956) – australijska pływaczka, olimpijka.
Reprezentowała Australię na Letnich Igrzyskach Olimpijskich 1972, które odbyły się w Monachium, zajmując 14. miejsce.